# Taishōgoto

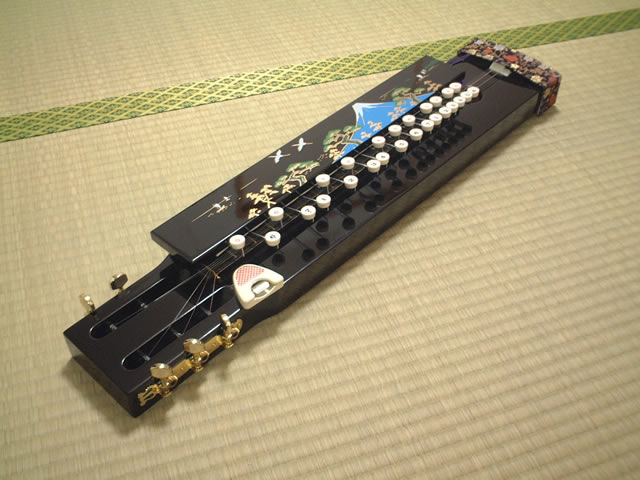
Un Taishōgoto

Il taishōgoto (大正琴?), o arpa Nagoya, è uno strumento musicale a corda giapponese. Il suo nome deriva dal periodo Taishō (1912–1926), quando venne inventato. Divenne uno strumento tipico anche dell'Africa orientale, dove è noto come Taishokoto.

## Storia

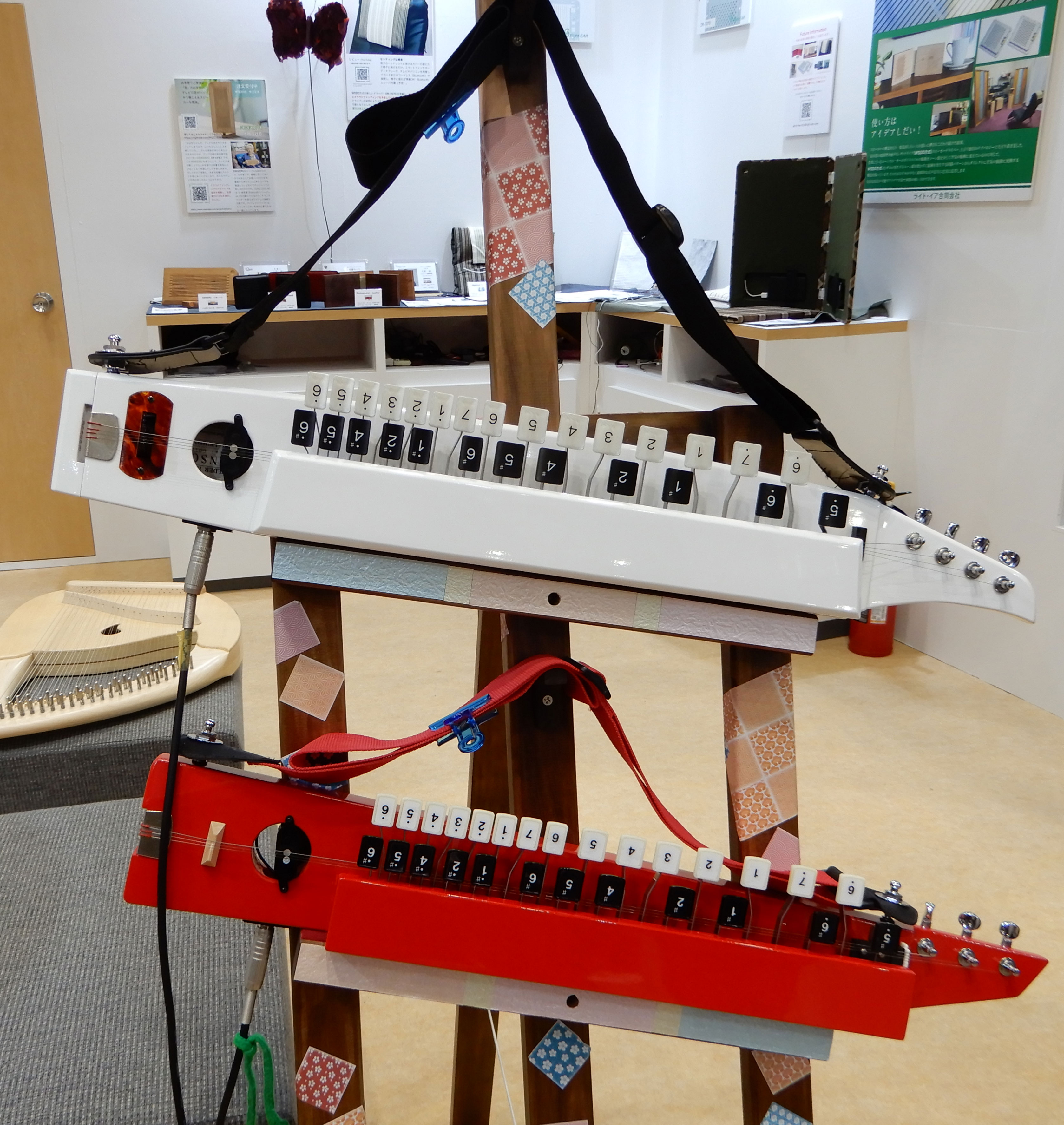
Il modello a tracolla chiamato SHOULDER-HARP

Il taishōgoto venne inventato nel 1912 dal musicista Gorō Morita a Nagoya. Egli aveva ricevuto dal primo primo ministro del Giappone una borsa di studio per studiare per due anni gli strumenti musicali europei e statunitensi. Successivamente ebbe l'idea di combinare la meccanica di una macchina da scrivere con uno strumento musicale.
Il taishōgoto condivide il medesimo principio del bulbul tarang indiano e dell'akkordolia tedesca, ovvero quello di usare dei tasti per premere sulle corde per cambiarne l'altezza. Per lo stesso motivo ha anche una certa somiglianza con la nyckelharpa svedese, sebbene l'azione e il metodo di suonare le corde siano molto diversi.
Nell'ambito della musica populare, lo strumento venne usato dal gruppo Krautrock Neu! nel suo primo album in studio nel 1972 e dagli Harmonia, formatisi nel 1973.

## Costruzione
Il taishōgoto è formato da una lunga scatola vuota con corde che corrono per tutta la sua lunghezza. Sopra di esse è presente un arco di tasti numerati, simili a quelli di una macchina da scrivere, che quando vengono premuti accorciano le corde per alzarne il tono. Esistono anche versioni elettrificate dello strumento.